# Дуб-Володар
Дуб-Воло́дар — ботанічна пам'ятка природи місцевого значення в Україні. 

## Опис
Розташована у межах Володарської селищної громади Білоцерківського району Київської області, на околиці села Нове Життя.
Площа — 0,02 га. Статус присвоєно згідно з рішенням 35 сесії Київської обласної ради V скликання від 03.02.2011 року № 043-04-VI. Перебуває у віданні ДП «Білоцерківське лісове господарство» (Володарське лісництво, кв. 64, вид. 8).
Статус присвоєно для збереження дуба віком 600 років. На висоті 1,3 м. має охоплення 5,75 м. Висота дерева — 30 м.
Пам'ятка природи «Дуб-Володар» розташована на території ботанічного заказника «Лобачівський ліс».